# محمد بن عبد الله (ابن كناسة)
محمد بن عبد الله أبو يحيى الكوفي الأسدي (ابن كناسة) وهو لقب أبيه عبد الله وقيل لقب جده، وهو ابن أخت إبراهيم بن أدهم الزاهد. كان عالما بالعربية وأيام الناس والشعر.

## نسبه
محمد بن عبد الله بن عبد الأعلى بن عبد الله بن خليفة بن زهير بن نضلة بن معاوية بن مازن بن كعب بن ذويبة بن أسامة بن نصر بن قعين بن الحارث بن ثعلبة بن دودان.

## روايته للحديث
حدث عن: إسحاق بن سعيد بن عمرو بن سعيد بن العاص، وإسماعيل بن أبي خالد، وجعفر بن برقان، وسليمان الأعمش، وعبد الله بن شبرمة، وفطر بن خليفة، والمبارك بن فضالة، ومحمد بن السائب الكلبي، ومسعر بن كدام، وهشام بن عروة، ويحيى بن أبي هيثم العطار.
روى عنه: إبراهيم بن إسحاق القاضي الزهري، وأحمد بن حازم بن أبي غرزة، أحمد بن حنبل، وأحمد بن سعيد الجمال، وأحمد بن عبيد الله النرسي، وأحمد بن عبيد الله الساباطي، وأحمد بن محمد الجعفي، وأحمد بن منصور الرمادي، وأحمد بن يونس الضبي، وإسحاق بن إبراهيم الموصلي، والحارث بن محمد بن أبي أسامة، والحسن بن علي بن الفرات الكرماني، والحسين بن علي العجلي، وحميد بن زنجويه، وأبو خيثمة زهير بن حرب، وعبد الله بن الحسن الهاشمي، وعبد الله بن صالح العجلي، وأبو بكر بن أبي شيبة، ومحمد بن إسحاق الصاغاني، ومحمد بن سعد العوفي، ومحمد بن عبد الله بن نمير، وأبو كريب محمد بن العلاء، ومحمد بن الفرج الأزرق، ومؤمل بن إهاب، ويعقوب بن شيبة السدوسي، ويوسف بن يعقوب الصفار، وأبو خلاد المؤدب.

## رأي العلماء
- سئل يحيى بن معين عنه فقال: "ثقة".
- وسئل علي بن المديني عنه فقال: "ابن كناسة كان شيخا ثقة صدوقا".
- وقال يعقوب بن شيبة: ثقة صالح الحديث.
- وذكره ابن حبان في ثقاته.
- وقال العجلي: ثقة.[4]
- وقال أبو حاتم الرازي: لا يحتج به[5]
- وقال ابن حجر: صدوق عارف بالآدب.[6]

## وفاته
توفي بالكوفة لثلاث خلون من شوال سنة 207 للهجرة وقيل 209 للهجرة والأول أصح.